# 31086 Gehringer
31086 Gehringer este un asteroid din centura principală de asteroizi.

## Descriere
31086 Gehringer este un asteroid din centura principală de asteroizi. A fost descoperit pe 12 ianuarie 1997 la Goodricke-Pigott de Roy A. Tucker. Asteroidul prezintă o orbită caracterizată de o semiaxă mare de 3,09 ua, o excentricitate de 0,22 și o înclinație de 2,0° în raport cu ecliptica.